# 페히호프
페히호프(독일어: Feechopf)는 스위스 발레주의 자스-페 근처에 위치한 페나인 알프스의 산이다. 알프후벨과 알라린호른 사이에 있다.